# شیرآباد (محله)
شیرآباد محلهٔ وسیعی واقع در ناحیهٔ ۱ زاهدان است. ساکنین این محله اکثراً از مردم بلوچ هستند. این محله دارای ۱۰ مسجد می‌باشد. همچنین این محلهٔ وسیع، دارای یک بازارچه کوچک به نام مُش تَرَک و یک سالن ورزشی و یک گورستان قدیمی است. با این حال، این محله که جزو محله‌های حاشیه ای شهر زاهدان محسوب می‌شود، فاقد زیر ساخت‌های اِستاندارد شهری است. نبود لوله کِشی آب شیرین، کوچه پس کوچه‌های فاقد آسفالت، ضعف در سیستم حمل و نقل
و همچنین فقر، زندگی را برای ساکنان این محله سخت کرده‌است.

## پی‌نوشت و منابع
1. ↑  زندگی در حاشیه شب، شیرآباد زاهدان، خبرگزاری جمهوری اسلامی (ایرنا).